# Apocephalus contracticauda
Apocephalus contracticauda är en tvåvingeart som beskrevs av Brown 2000. Apocephalus contracticauda ingår i släktet Apocephalus och familjen puckelflugor. Inga underarter finns listade i Catalogue of Life.